# St.-Georgs-Kirche (Pasłęk)
Die St.-Georgs-Kirche bzw. St.-Onuphrius-Kirche in der polnischen Stadt Pasłęk (deutsch Preußisch Holland) ist ein Fachwerkbau aus dem zu Ende gehenden 16. Jahrhundert. Sie ist ein gemeinsames Gotteshaus sowohl der Evangelisch-Augsburgischen Kirche in Polen als auch der Polnisch-orthodoxen Kirche.

## Geographische Lage
Pasłęk liegt im nördlichen Westen der Woiwodschaft Ermland-Masuren und ist an die Schnellstraße S 7 (Danzig–Warschau–Krakau) angeschlossen. Innerorts kreuzen sich die Woiwodschaftsstraßen 505, 513, 526 und 527. Die Stadt ist Bahnstation an der Bahnstrecke Olsztyn–Bogaczewo (Allenstein–Güldenboden (–Elbing)).
Die St.-Georgs- bzw. St.-Onuphrius-Kirche steht im südlichen Stadtgebiet an der Westseite der ulica Bohaterów Westerplatte genannten Woiwodschaftsstraße 526.

## Kirchengebäude
Die Anfänge der Georgenkirche in Preußisch Holland resp. Pasłęk sind verbunden mit dem um 1400 vom Ordens-Hochmeister Ulrich von Jungingen gestifteten Heilig-Geist-Hospital, das am damaligen Stadtrand angelegt und 1408 erstmals erwähnt wurde. Im Reiterkrieg (1519–1525) wurde das damalige Gebäude zerstört. Wohl in den 1580er Jahren begann man, die Kirche wieder aufzubauen bis hinein in die 1590er Jahre, als noch Innenarbeiten vorzunehmen waren. Am 12. Mai 1598 konnte der damalige evangelische Erzpriester Johann Leuckenroth die weiterhin dem Hl. Georg gewidmete Kirche einweihen. Aus dieser Zeit stammt noch das Holzwerk der Empore nahe der Kanzel, das dieses Datum trägt. Die Kirche war verbunden mit dem 1592 eröffneten nahe gelegenen Friedhof.
|  |

Die Kirche ist ein Fachwerkbau, der auf einem Steinsockel ruht. Lediglich die Ostmauer soll aus der alten Kirche verwendet worden sein. Das Dach ist mit Ziegeln gedeckt.

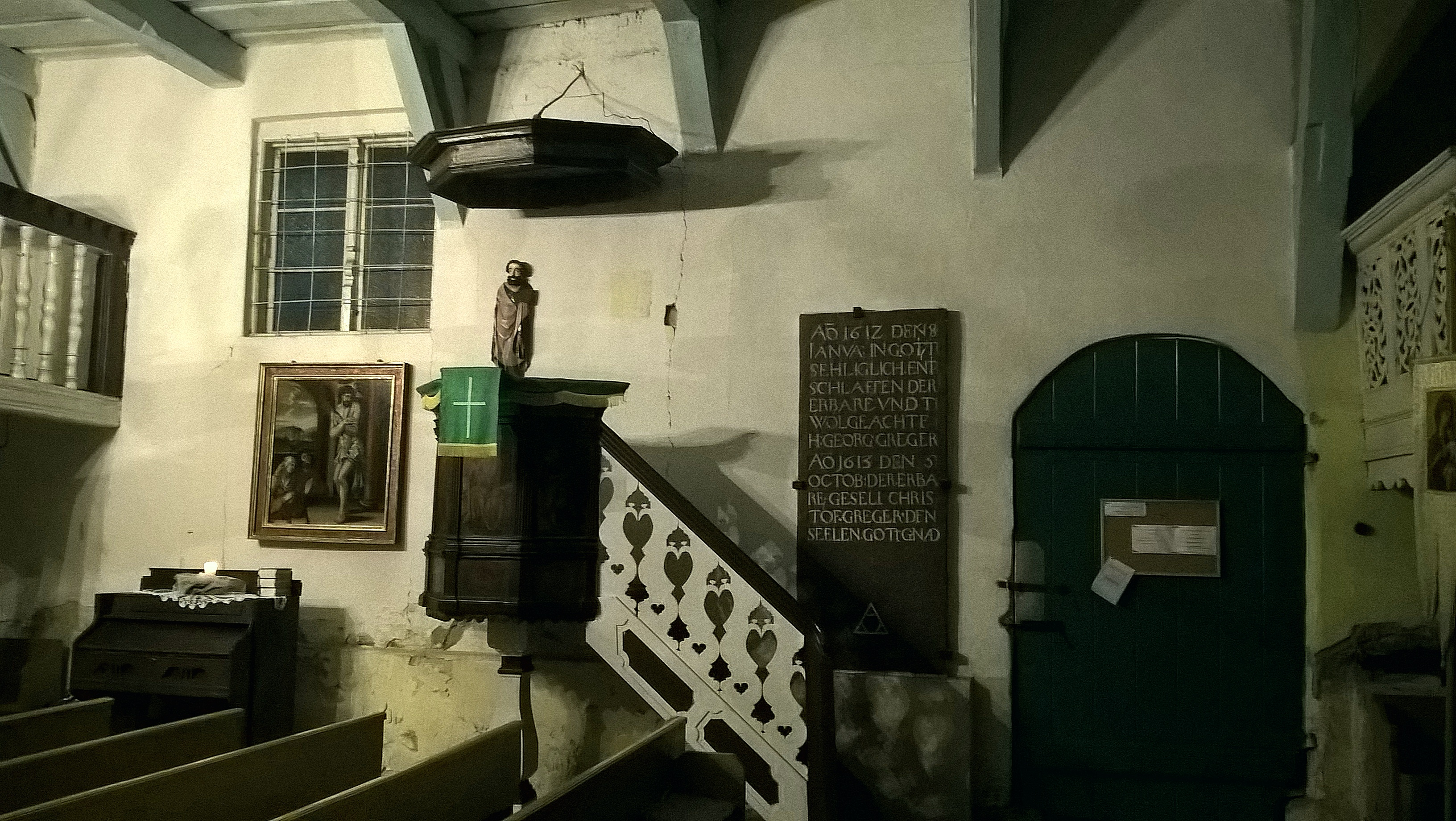
Kanzel

Bereits 1775 musste das Gotteshaus wegen Baufälligkeit geschlossen werden. Es wurde dann zweckentfremdend u. a. für militärische Dienste genutzt. 1807 diente das Gebäude französischen Truppen als Getreidespeicher. Erst 1822 hatte man wieder genug Geld beisammen, um die Renovierung der Kirche in Angriff zu nehmen. In diesem Zusammenhang wurde wohl auch die Westmauer aus Feldsteinen gebaut. 1889 bis 1892 folgten noch einmal größere Ausbauarbeiten im Innern der Kirche.
Der Altar der Kirche stammt aus dem 17. Jahrhundert. Er ist mit Figuren von Petrus und Johannes vom Anfang des 14. Jahrhunderts versehen. An der Empore befinden sich bemalte Füllungen als Reste von Ständen der Zünfte 1598–1778. Die Kanzel hat ein Baldachin. Sie trägt die Inschrift „Ecce homo“ und ist mit einem Portrait Martin Luthers versehen.
Nach 1945 ging die Georgenkirche in das Eigentum des polnischen evangelischen Kirche über. Noch bis in die 1960er Jahre blieb die Verbindung der Kirche zum nahegelegenen Friedhof. Danach wurde dieser aufgelöst und in einen Park umgewandelt – so wie er noch heute besteht. Seit 1966 ist die Pasłęker Gemeinde der polnischen orthodoxen Kirche Miteigentümerin der Kirche. Der Kirchenraum wurde geteilt, der östliche Bereich wurde Gottesdienstraum für die evangelische Gemeinde, während der westliche Teil von der orthodoxen Gemeinde genutzt wird. Der bisherige Altarraum mit Kanzel gehört zum evangelischen Bereich. Im orthodoxen Bereich wurde eine Ikonostase installiert und das Golgotha-Bild aus dem ehemaligen Kirchenraum hier aufgestellt. Während die evangelische Gemeinde den Namen der St.-Georgs-Kirche beibehielt, widmete die orthodoxe Gemeinde ihre Kirche dem Hl. Onuphrius.
In den Jahren 1997 und 2010 wurde das Kirchengebäude renoviert.

## Evangelische Gemeinde

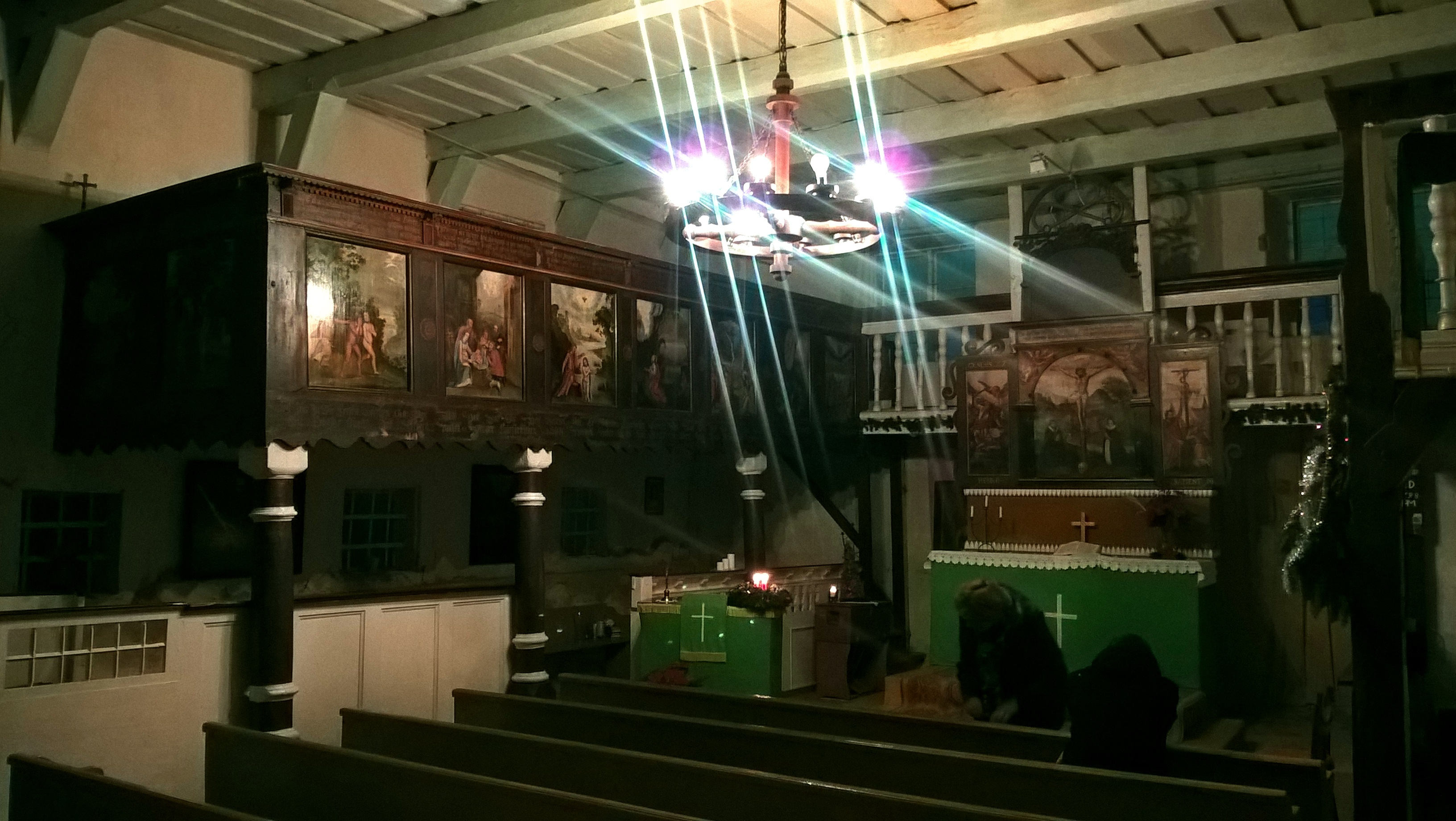
Altar des evangelischen St. Georgs-Kirchenraums

Mit der Reformation fasste zu Beginn des 16. Jahrhunderts die lutherische Lehre auch in Preußisch Holland Fuß. Die Stadtkirche war die Hauptkirche, sie ist heute im Besitz der Römisch-katholischen Kirche. Im Jahre 1925 zählte das evangelische Kirchspiel Preußisch Holland 6200 Gemeindeglieder, die auf 22 Orte verteilt wohnten. Sie wurden bis 1945 von zwei Geistlichen betreut. Die Gemeinde gehörte zum Kirchenkreis Preußisch Holland in der Kirchenprovinz Ostpreußen der Kirche der Altpreußischen Union. Sie erlebte aufgrund von Flucht und Vertreibung der einheimischen Bevölkerung einen Mitgliederschwund, konnte sich aber dennoch nach 1945 als eine Gemeinde der Evangelisch-Augsburgischen Kirche behaupten. Die St.-Georgs-Kirche ist heute Filialkirche der Pfarrei in Ostróda (Osterode) innerhalb der Diözese Masuren.

## Orthodoxe Gemeinde

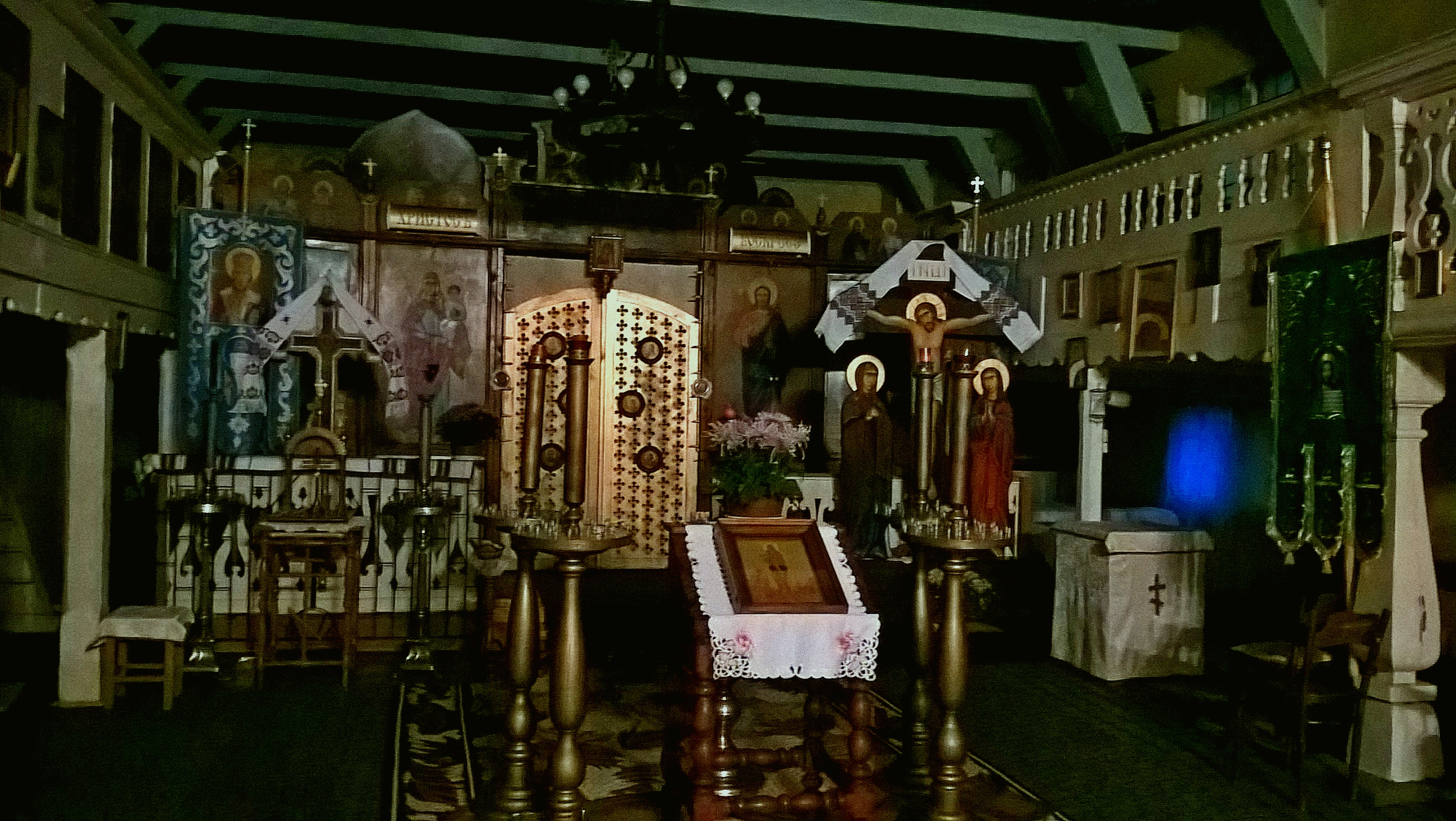
Altar- und Ikonostase im orthodoxen St. Onuphrius-Kirchenraum

In der Kriegs- und Nachkriegszeit der 1940er Jahre kamen zahlreiche aus dem Weichselgebiet vertriebene Ukrainer auch in die Stadt Pasłęk. Im Jahre 1949 errichtete die Polnisch-Orthodoxe Kirche hier eine eigene Pfarrei, die jedoch bis in die 1960er Jahre lediglich eine Hauskirche besaß. Im Jahre 1966 wurde die Gemeinde Miteigentümerin der evangelischen St.-Georgs-Kirche, der sie den Namen als St.-Onuphrius-Kirche gab. Beide Gemeinden nutzen die Kirche seither gemeinsam. 
Die orthodoxe Gemeinde gehört zum Dekanat Danzig der Diözese Białystok-Danzig der Polnisch-Orthodoxen Kirche, wobei die geistliche Betreuung derzeit von Elbląg (Elbing) aus erfolgt.